# لباس ساده (فیلم ۱۹۸۸)
لباس ساده (به انگلیسی: Plain Clothes) فیلمی محصول سال ۱۹۸۸ و به کارگردانی مارتا کولیج است. در این فیلم بازیگرانی همچون آرلیس هاوارد، سوزی آمیس، جورج ونت، داین لد، سیمور کاسل، ایب ویگودا، رابرت استاک، لری پاین، جکی گیل، الکساندرا پاورز، پیتر دابسن لورن دین، هری شیرر، مکس پرلیچ و رجینالد ول‌جانسون ایفای نقش کرده‌اند.